# Busseola convexilimba
Busseola convexilimba là một loài bướm đêm trong họ Noctuidae.